# Poličanka
Poličanka, także Poličanka Creek lub Poličnica – potok na terenie Słowenii, uchodzący do Idrijcy. Na rzece występują liczne wodospady, największy z nich ma 30 m wysokości. Rzeka płynie przez wąwóz Poličnice.